# Beharovce
Beharovce es un municipio del distrito de Levoča en la región de Prešov, Eslovaquia, con una población estimada a final del año 2024 de 181 habitantes.
Se encuentra ubicado al suroeste de la región, cerca del río Hernád (cuenca hidrográfica del río Tisza) y de la frontera con la región de Košice.

## Demografía
| Año        | 1994 | 2004     | 2014     | 2024     |
| ---------- | ---- | -------- | -------- | -------- |
| Población  | 166  | 184      | 163      | 181      |
| Diferencia |      | +10,84 % | −11,41 % | +11,04 % |

| Año        | 2023 | 2024    |
| ---------- | ---- | ------- |
| Población  | 186  | 181     |
| Diferencia |      | −2,68 % |